# De Poel (natuurgebied)
De Poel is een natuurgebied in de Nederlandse provincie Zeeland van 66 hectare, gelegen ten oosten van Heinkenszand en ten noorden van Nisse. Het is een weidegebied dat in de veertiende eeuw is ingepolderd. Het gebied geeft een goed beeld hoe polders er in die tijd uit hebben gezien. Kenmerkende landschapselementen zijn daardoor drinkpoelen, meidoornhagen en een vliedberg. Door moernering in de middeleeuwen heeft het gebied een hollebollig uiterlijk. Het gebied is belangrijk voor veel broedvogels als de heggenmus, tuinfluiter en spotvogels. Tevens is het een belangrijk overwinteringsgebied voor ganzen.

## Beheer
De Poel is eigendom van stichting Natuurmonumenten en Staatsbosbeheer.